# Пенелопа

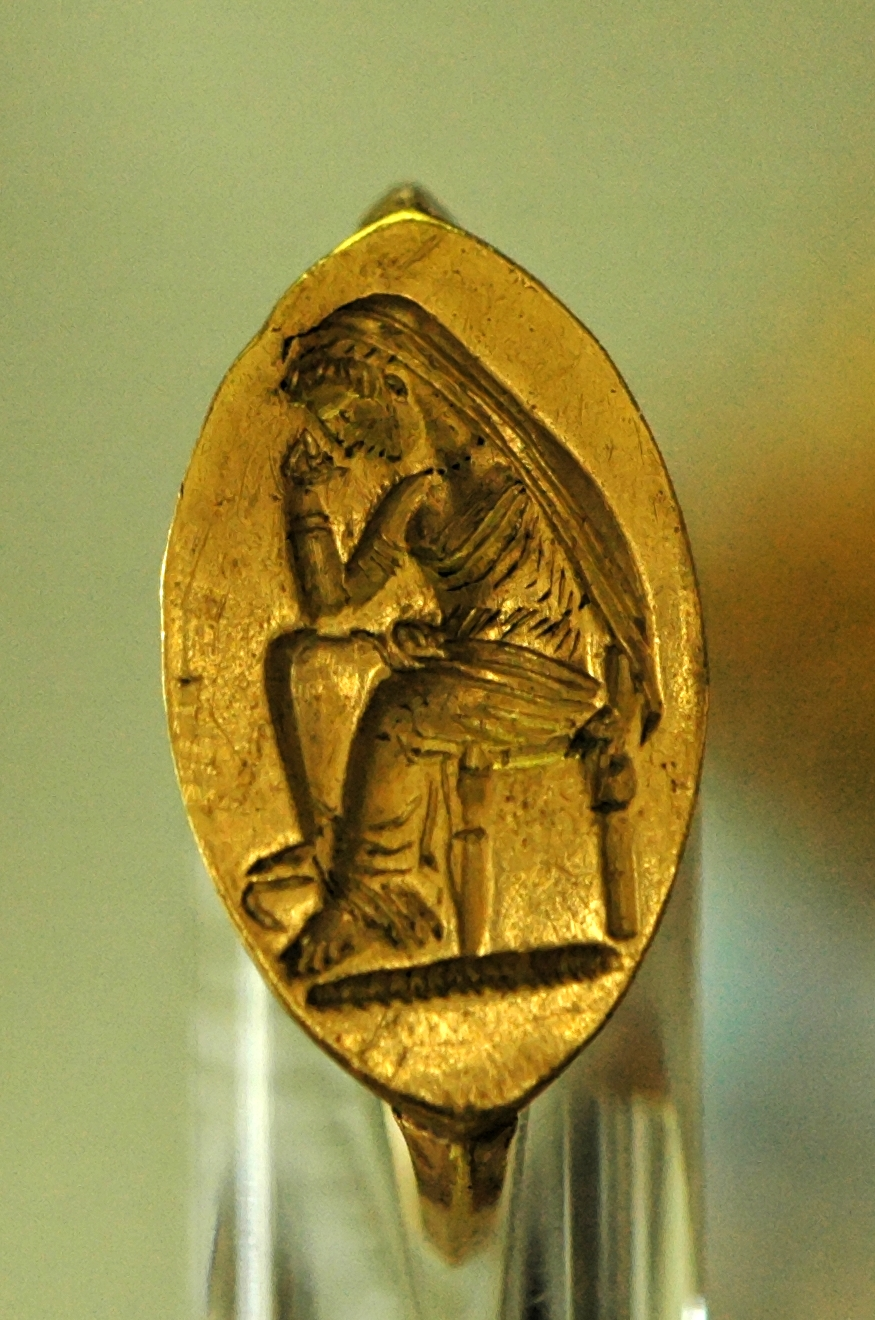
Пенелопа

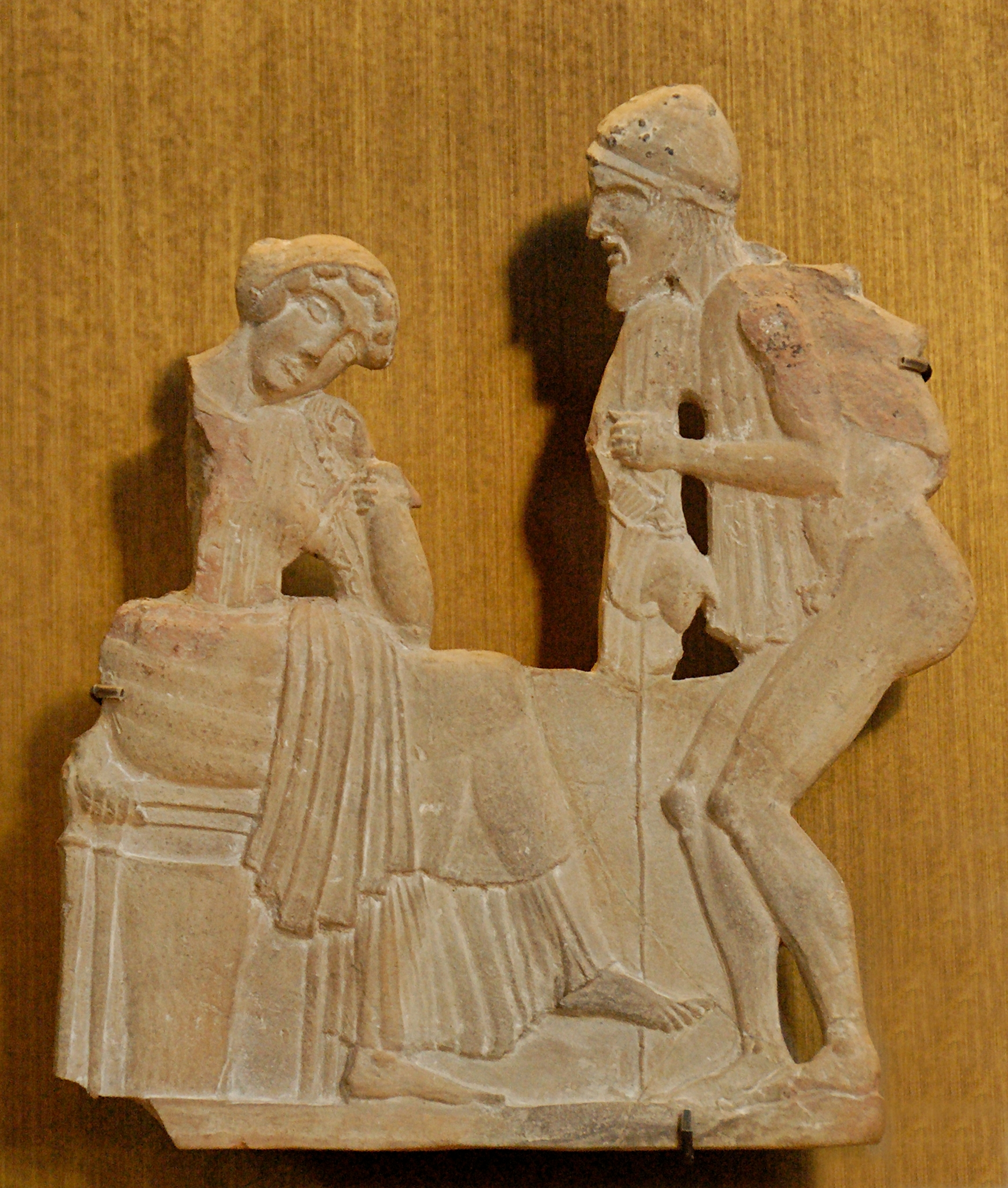
Одіссей і Пенелопа

Пенело́па (грец. Πηνελόπη давньогрецьк. Πηνελόπη, лат. Penelope) — дружина Одіссея, дочка Ікарія і німфи Перібеї, мати Телемаха, який був ще немовлям, коли батько вирушив походом на Трою.
Двадцять років чекала Пенелопа на Одіссея, не маючи від нього жодної звістки. Багаті й родовиті юнаки переконували її в смерті чоловіка і вимагали, щоб вона одружилася з кимось із них, хоча місцевий віщун Галіферс попередив їх, що отримані знамення віщують повернення Одіссея і смерть залицяльників. Ніхто цьому не повірив, а Пенелопа пообіцяла, що назве ім'я свого обранця тоді, коли витче покривало на гробницю свекра. Удень вона ткала, а вночі розпускала все, що зробила за день. (Звідси вислів «праця Пенелопи» — нескінченна робота, яка не посувається вперед.) Одна служниця викрила хитрощі господині, й Пенелопу примусили закінчити роботу. Тоді вона сказала, що одружиться з тим, хто всіх переможе, стріляючи з Одіссеєвого лука. Але ніхто не зміг навіть натягнути тятиви цього лука. Тоді саме з'явився переодягнений Одіссей, про повернення якого на Ітаку ще ніхто не знав, крім Телемаха й вірного раба. Одіссей натягнув тятиву, влучив у ціль, а потім за допомогою сина й раба перебив усіх женихів Пенелопи (серед них Амфінома).
За післягомерівськими переказами, син Одіссея й Кірки Телегон, випадково вбивши батька, одружився з Пенелопою. Кірка подарувала синові й невістці безсмертя і перенесла їх на Острови блаженних (варіант: Одіссей відправив Пенелопу до батька в Спарту, де вона померла й була похована в місті Мантінея). За деякими пізнішими міфічними версіями, Пенелопа не відзначалася особливою вірністю, під час відсутності Одіссея народила Пана.
Сюжет міфа про Пенелопу відбито у грецькому вазописі, на помпейських фресках та в європейському образотворчому мистецтві (Д. Вазарі, Я. Йордане, К. Блумарт, Ф. Лемуан та ін.).
У переносному значенні Пенелопа — вірна дружина.

## У міфології

### Походження й ім'я

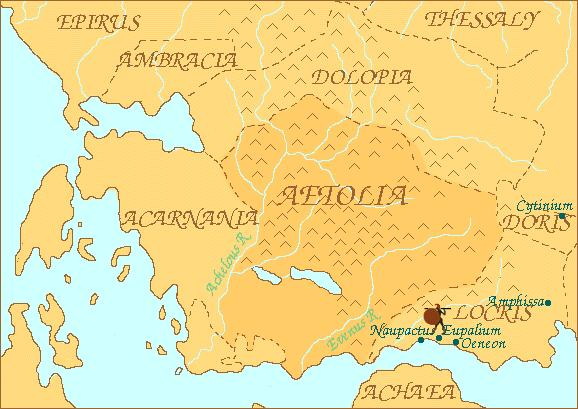
Північно-Західна Греція. Острів у лівому нижньому кутку, який видно повністю, — Ітака.

За чоловічою лінією Пенелопа належала, за різними даними, до спартанського чи мессенського царського роду. Її батько Ікарій був сином або онуком Перієра, якого одні античні автори називають прямим нащадком Лакедемона (сина Зевса та першого царя Спарти), інші — сином Еола, покликаним себе на царство мессенцями. Серед братів Ікарія джерела називають Тіндарея, Афарея, Левкіппа, а в одній із версій ще й Гіппокоонта; відповідно Єлена прекрасна припадала Пенелопі двоюрідною сестрою, Діоскури й Афаретіди — двоюрідними братами. Через свою бабцю Горгофону Пенелопа належала до потомства Персея.
Ікарія вигнав з Пелопоннеса його старший брат (або Тіндарей, або Гіппокоонт), тож герой оселився в Акарнанії. Пізніше він, за однією з версій, зміг повернутися на батьківщину, але сім'я в Ікарія у будь-якому разі з'явилася у вигнанні. Згідно зі Страбоном, Ікарій одружився з Полікастою, дочкою Лігея, яка народила дочку Пенелопу та двох синів — Алізея та Левкадія. Автор схоліїв до «Одіссеї» Гомера повідомляє, що Ікарій був одружений з Дородохою, донькою мессенця Орсілоха, або з Астеродаєм, донькою Єврипілою. Згідно з Псевдо-Аполлодором, герой одружився з наядою Перібеї та став батьком, крім Пенелопи, Тоанта, Дамасіппа, Імевсіма, Алета та Перілея. Інші джерела називають суродженцями Пенелопи Полімела, Дамасікла та Лаодику (Ферекід), Меду, дружину критського царя Ідоменея (Асій Самоський), Гіпсіпілу та Лаодамію (Андрон з Галікарнасу), Іфтиму, Амасіха, Фалерея, Толерея, Аулета (схоліасти Гомера).
Деякі античні автори вважають, що ім'я Пенелопа дочка Ікарія отримала не одразу після народження. Арістофан, Арістотель, Алкей, Стесіхор, Ібік, Пліній Старший зближують це ім'я зі словом πηνέλοψ — чирянка (узагальнена назва різних птахів невеликого розміру з роду річкових качок), — до того ж пояснюється це по-різному. За однією версією, Ікарій та його дружина викинули маленьку дочку у море, але птахи винесли її назад на берег; за іншою, майбутню Пенелопу викинув у море вже дорослий евбейський герой Навплій, щоб помститися її чоловікові за свого сина Паламеда; по-третє, син Пенелопи Пан вилупився з яйця. Результатом однієї з цих подій і стала зміна імені, причому до того Ікарія дочку звали Амірака, Арнакія або Арнайя. Автори схолів до «Одіссеї» пов'язують ім'я Пенелопа зі словом λέπειν, ткати: за цією версією, воно було пов'язане з хитрістю носительки імені, яка пообіцяла нареченим вийти за одного з них після закінчення роботи над похоронним саваном для свого свекра Лаерта. Вдень Пенелопа ткала саван, а вночі розпускала, і таким чином вона відстрочила небажаний шлюб на три роки. Автори цієї версії не називають перше ім'я Пенелопи.
В античну епоху походження імені цієї героїні часто ставало предметом жвавої дискусії. Обидві основні версії знаходили своїх прихильників і запеклих критиків. Одна з фундаментальних проблем, сформульованих ще у стародавні часи, звучала так: якщо дочка Ікарія отримала своє ім'я у той час, коли Одіссей повертався додому з-під Трої, чому і її чоловік, та інші герої Гомера, які нічого не знають про події на Ітаці, називають її Пенелопою? Антикознавці вважають, що це ім'я, як і ім'я Одіссей, пов'язане з мовою догрецького населення Балкан; елліни не знали його справжній зміст і намагалися знайти пояснення у своїй мові, але не змогли придумати варіант, який задовольнив би всіх.

### Шлюб
Досягнувши шлюбного віку, Пенелопа стала дружиною Одіссея — молодого царя Ітаки, Кефалонії та Закінфа. Його володіння знаходилися неподалік Акарнанії, де правили Ікарій з синами. Втім, більшість античних авторів пов'язують шлюб Одіссея та Пенелопи зі Спартою. Герої з усієї Еллади зібралися там, щоб претендувати на руку Єлени, дочки Тіндарея, і останній опинився у складній ситуації: обравши зятя, він ризикував зробити своїми ворогами решту наречених. Одіссей пообіцяв йому знайти вихід в обмін на допомогу у сватанні до Пенелопи. У результаті він отримав Пенелопу, Єлена стала дружиною Менелая, а інших наречених за порадою Одіссея Тіндарей зобов'язав присягнути, що вони «дружно виступлять на допомогу, якщо обраний наречений наразиться на небезпеку у зв'язку з майбутнім весіллям».
Ферекід виклав альтернативну версію. За даними цього письменника, Пенелопа перевершувала інших гречанок красою і розумом, а тому, коли вона увійшла до шлюбного віку, з'явилося безліч претендентів на її руку. Ікарій влаштував для них змагання в бігу, і переможцем став Одіссей. Тесть, не бажаючи розлучатися з дочкою, довго просив Одіссея жити у Спарті; отримавши відмову, він почав благати Пенелопу залишитися з ним. Навіть коли наречені вирушили в дорогу, Ікарій довго йшов за їхньою колісницею, продовжуючи благати доньку. Зрештою, Одіссею довелося вимагати від дружини зробити остаточний вибір: чи він, чи батько. Та нічого не відповіла і тільки закрила своє обличчя покривалом, після чого подружжя продовжило свій шлях.
На Ітаці Пенелопа народила сина, який отримав ім'я Телемах. Незабаром Одіссею довелося вирушити в похід на Трою, щоб повернути викрадену Парісом Єлену. Намагаючись уникнути цього, він з відома Пенелопи прикинувся божевільним, але Менелай, Агамемнон і Паламед, які приїхали за ним, викрили Одіссея в удавництві. За однією з версій міфу, Паламед відірвав маленького Телемах від грудей Пенелопи та заніс над ним меч; батько дитини змушено визнав, що він при здоровому глузді та почати підготовку до походу. Перед від'їздом Одіссей наказав дружині, якщо він не повернеться, знову вступити в шлюб, коли Телемах стане дорослим.

### В очікуванні Одіссея

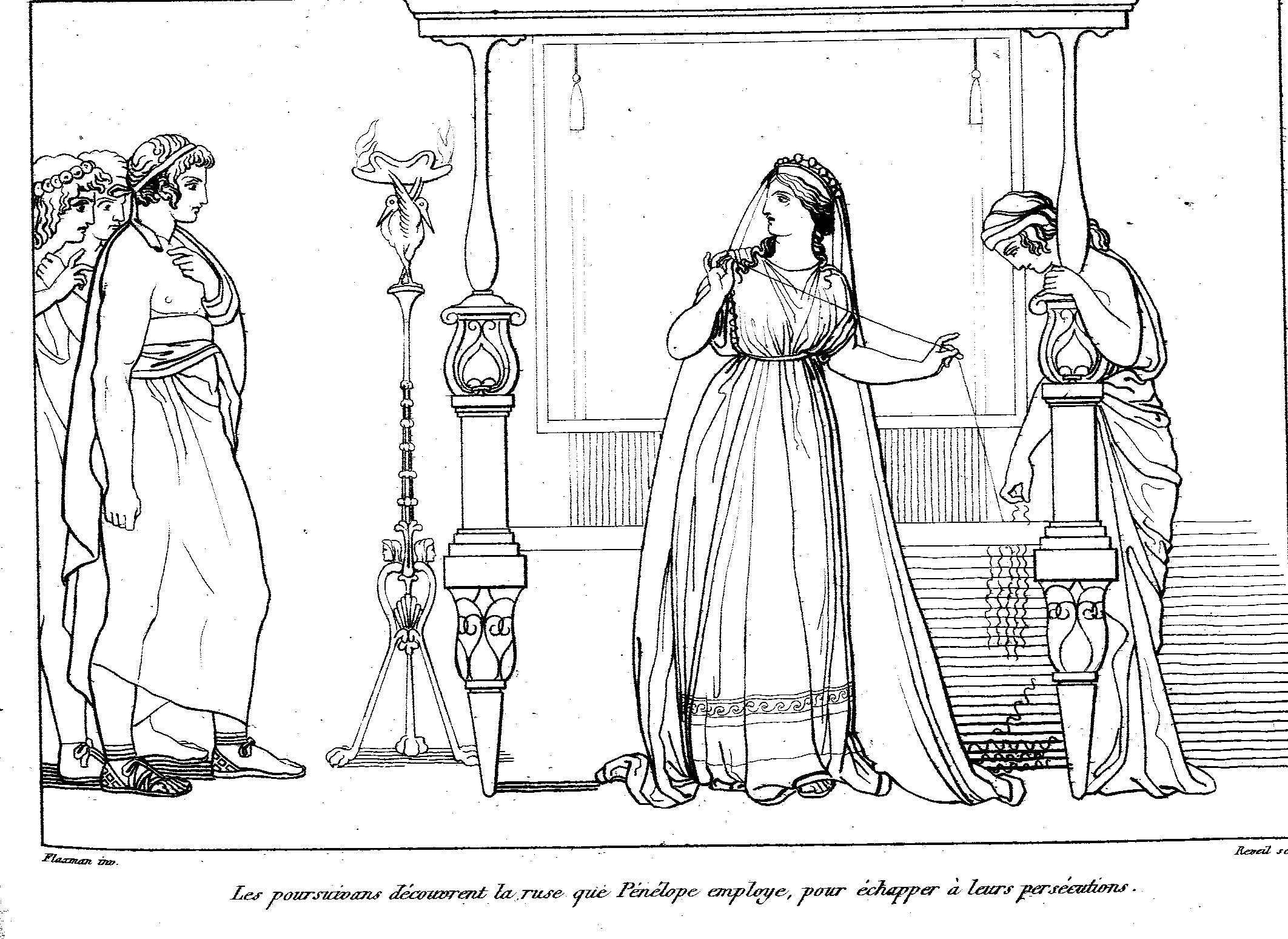
Пенелопа та наречені. Ілюстрація до «Одіссеї» Джона Флаксмана, 1810

Облога Трої греками затяглася на цілих 10 років. У зв'язку з цим часом античні автори згадують Пенелопу лише один раз: вони пишуть, що ближче до кінця війни на Ітаку приїжджав евбейський герой Навплій, який скинув Пенелопу в море, але вона врятувалась і дісталася берега. Деталі не повідомляються. Відомо, що Навплій (батько Паламеда, на той час вже згубленого під Троєю хитрістю Одіссея) хотів помститися за сина, а тому їздив Елладою та розповідав дружинам героїв, що їхні чоловіки під Троєю завели коханок, з якими навіть планують одружитися після закінчення війни. Через це багато гречанок самі пішли на подружню зраду та задумали вбити своїх чоловіків. В історіографії висувалося припущення, що Навплій привіз з собою на Ітаку Левка — критянина, який щойно спокусив дружину Ідоменея Меду (сестру Пенелопи), — і що Левк спробував вступити у зв'язок і з Пенелопою теж, але зазнав невдачі. Після цього і міг статися інцидент з падінням у море. Втім, багато антикознавців з самого початку ставилися до цієї версії з недовірою, вважаючи її занадто штучною.
Після взяття Трої Одіссей не повернувся додому, і багато років про нього не було жодних звісток. Усі почали думати, що він загинув під час морського плавання, як і багато інших героїв. В очах аристократів Ітаки та сусідніх островів Пенелопа стала вдовою та вартої заздрості нареченою; разом з її рукою можна було отримати майно Одіссея та царську владу, оскільки Телемах був ще підлітком, а Лаерт — старим, що відійшли від справ. Батько та брати Пенелопи радили їй знайти нового чоловіка, наполягаючи на кандидатурі Єврімаха. Однак вона вірила, що Одіссей живий і колись повернеться додому, а тому відкидала всі пропозиції. Поступово наречених ставало дедалі більше (у найширшому списку їх сто тридцять шість), а їх наполегливість зростала. З певного моменту вони жили у садибі Одіссея, постійно бенкетували, гартуючи для цього царських свиней й овець, і вимагали від цариці, щоб вона вибрала одного з них собі в чоловіки. Пенелопі довелося піти на хитрощі: вона пообіцяла, що назве свого обранця, але тільки після того, як зіткає похоронний саван для старого свекра. Вдень вона ткала, а ночами розпускала зіткане, і таким чином тягла час цілих три роки. Ця хитрість була розкрита через зраду служниці, і тоді Пенелопі довелося ще раз відкрито заявити, що до шлюбу вона не піде. Антикознавці відзначають явну нелогічність історії з саваном: Пенелопа могла б його зіткати і після шлюбу. Тому виникло припущення, що спочатку мало на увазі весільну сукню, яку Гомер замінив на похоронне оздоблення, щоб підкреслити старість Лаерта.
Гомер повідомляє, що наречених було загалом 108: 12 з Ітаки, 52 з Дуліхія, 20 з Закінфа та 24 з Зама. Він не наводить загальний перелік, але називає окремих наречених на ім'я в оповіді; ватажками згідно з «Одіссеєю» були Антіной й Еврімах. Псевдо-Аполлодор говорить про сто тридцять шістьох наречених. Цей письменник включив у свою «Міфологічну бібліотеку» повний список, у якому, щоправда, лише сто двадцять дев'ять імен. Багато фігурантів списку у Гомера не згадуються, і джерело даних залишається невідомим. Цей перелік виглядає так:
П'ятдесят сім наречених з Дуліхія
1. Амфіном
2. Тоант
3. Демоптолем
4. Амфімах
5. Евріал
6. Парал
7. Евенорід
8. Клітій
9. Агенор
10. Евріпіл
11. Пілемен
12. Акамант
13. Терсілох
14. Агій
15. Клюмен
16. Філодем
17. Менептолем
18. Дамастор
19. Біант
20. Телмій
21. Поліїд
22. Астілох
23. Схедій
24. Антігон
25. Марпсій
26. Іфідамант
27. Аргій
28. Главк
29. Калідоней
30. Ехіон
31. Ламас
32. Андремон
33. Агерох
34. Медонт
35. Агрій
36. Пром
37. Ктесій
38. Акарнан
39. Кюкн
40. Псерас
41. Гелланік
42. Періфрон
43. Мегастен
44. Трасімед
45. Орменій
46. Діопіт
47. Мекістей
48. Антімах
49. Птолемей
50. Лесторід
51. Нікомах
52. Поліпойт
53. Кераос

Двадцять три наречених з Зама
1. Агелай
2. Пісандр
3. Елат
4. Ктесіпп
5. Іпподох
6. Еврістрат
7. Архемол
8. Ітак
9. Пісенор
10. Уперенор
11. Ферет
12. Антістен
13. Кербер
14. Перімед
15. Кінн
16. Тріас
17. Етеоней
18. Клітій
19. Протой
20. Лікет
21. Евмел
22. Ітан
23. Ліамм

Сорок чотири наречених з Закінфа
1. Еврілох
2. Лаомед
3. Молеб
4. Френій
5. Індій
6. Мініс
7. Ліокріт
8. Проном
9. Нісас
10. Даемон
11. Архестрат
12. Гіппомах
13. Евріал
14. Періалл
15. Евенорід
16. Клітій
17. Агенор
18. Поліб
19. Полідор
20. Тадітій
21. Стратій
22. Френій
23. Індій
24. Десенор
25. Лаомедонт
26. Лаодік
27. Галій
28. Магнет
29. Олойтрох
30. Бартас
31. Теофрон
32. Ніссей
33. Алкароп
34. Періклюмен
35. Антенор
36. Пелант
37. Кельт
38. Періфант
39. Ормен
40. Полюб
41. Андромед

Дванадцять наречених з Ітаки
1. Антіной
2. Проной
3. Ліод
4. Евріном
5. Амфімах
6. Амфіал
7. Промах
8. Амфімедонт
9. Арістрат
10. Гелен
11. Дуліхией
12. Ктесіпп

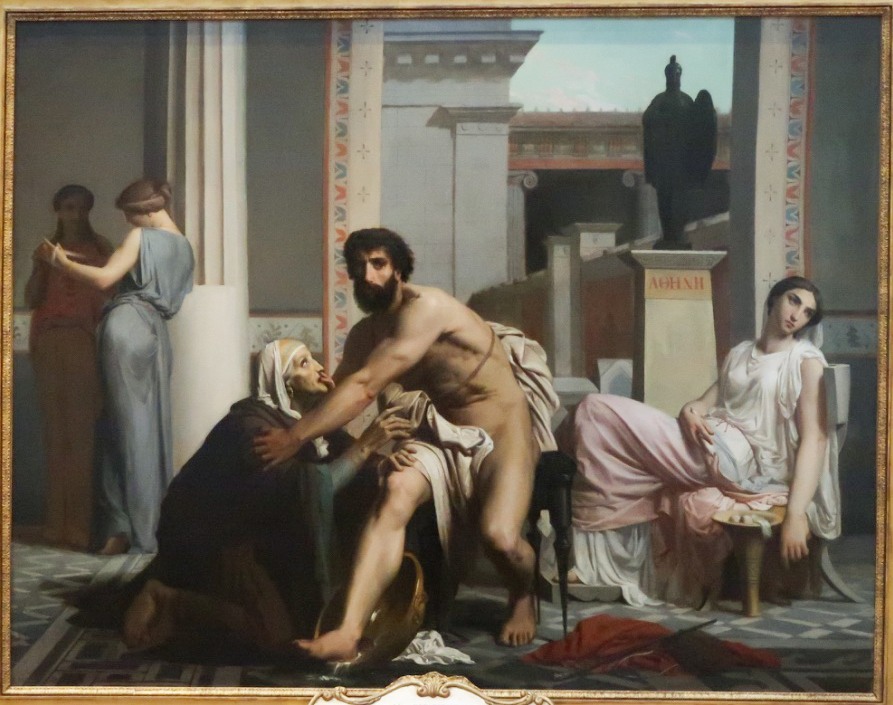
Одіссея впізнає його няня. Картина Вільяма Бугро, 1848. Праворуч зображено Пенелопу. Музей Ла-Рошелі

Нарешті після двадцяти років відсутності Одіссей повернувся на Ітаку. Він приплив один (всі його супутники загинули в дорозі), і Афіна на якийсь час перетворила його на старого, щоб ніхто не впізнав героя до потрібного моменту. Одіссей відкрився свинопасу Евмею, а потім і Телемаху, але вмовив сина нічого не розповідати матері. Наступного дня він прийшов до царського палацу. Там він зустрівся з Пенелопою, представився їй критянином і розповів, ніби зустрічав її чоловіка в Епір і що той скоро повернеться додому. Пенелопа не повірила в близькість зустрічі, але все-таки наказала старій служниці Евріклеї обмити ноги гостю та влаштувати його на нічліг. Під час миття ніг Евріклея впізнала Одіссея по старому шраму; він і їй наказав мовчати.
Наступного дня за порадою Афіни Пенелопа оголосила нареченим, що готова вийти за одного з них — але тільки за того, хто зігне Одіссеїв лук і стріла чия пройде через дванадцять кілець. Тут же розпочалося змагання. Жоден з наречених не зміг натягнути тятиву; тоді лук взяв до рук Одіссей. Поки Пенелопа перебувала у своїх покоях, її чоловік, син і кілька вірних слуг перебили всіх гостей, а потім повісили у дворі дванадцять служниць, «поведінкою розпусних» і «неввічливих проти цариці». Тільки після цього Одіссей відкрився дружині. Вона не відразу повірила та піддала чоловіка випробуванню: тільки почувши докладну розповідь про те, як Одіссей колись виготовив шлюбне ложе у стовбурі оливки, Пенелопа визнала в ньому свого чоловіка.
Існують альтернативні версії міфу, згідно з якими Пенелопа не була вірна Одіссею. Один з наречених, Антіной чи Амфіном, спокусив її, або вона вступила у зв'язок з усіма нареченими разом і народила від них сина — бога Пана; деякі античні автори пишуть, що батьком дитини був Гермес. У цих версіях Одіссей, повернувшись додому, або вбив дружину, або відіслав до батька, і вона вже в Мантінеї в Аркадії народила Пана. У Мантінеї, як розповідали місцеві жителі в історичну епоху, вона й померла. Антикознавці вважають, що цей варіант міфу сформувався значно пізніше за класичний, причому він був потрібен тільки для того, щоб пояснити існування могили Пенелопи під Мантінеєю. Можливо, дружину Одіссея греки сплутали з якимсь аркадським божеством, яке мало таке ж чи схоже ім'я.

### Пізні роки
Повернення Одіссея не стало початком щасливого спільного життя подружжя. Родичі вбитих наречених вимагали справедливості, і цареві довелося, відповідно до рішення третейського судді, піти у вигнання на десять років. Пенелопа залишилася на Ітаці, якою правив Телемах. Втім, античні автори повідомляють, що вона встигла народити чоловікові ще двох синів — Поліпорта та Аркесілая. Було отримано передбачення у тому, що Одіссею судилося загинути від руки свого сина; тому Телемах теж пішов у вигнання, а влада перейшла до Поліпорта. Через десять років подружжя, нарешті, знову зустрілося.
До цього періоду життя Пенелопи відноситься епізод з Евріалом, сином Одіссея від епірської царівни Евіппи, зачатим у вигнанні. Цей герой вирушив на пошуки батька та прибув на Ітаку, коли Одіссея не було вдома. Пенелопа зрозуміла, хто це. З ревнощів до Евіппи вона вирішила занапастити Евріала і сказала чоловікові, який вже повернувся, ніби чужоземець підісланий, щоб умертвити його. Тоді Одіссей убив Евріала.
Чоловік Пенелопи, згідно з однією з кіклічних поем, загинув від руки ще одного свого сина — Телегона, народженого Кіркою. Телегон висадився на Ітаці, думаючи, що це Керкіра, і не впізнав батька в бою. Після того, як він відбув вигнання, Пенелопа стала його дружиною. Кірка дарувала подружжю безсмертя та перенесла їх на Острови блаженних. На цьому міфологічна біографія Пенелопи закінчується.

## У культурі

### Антична література

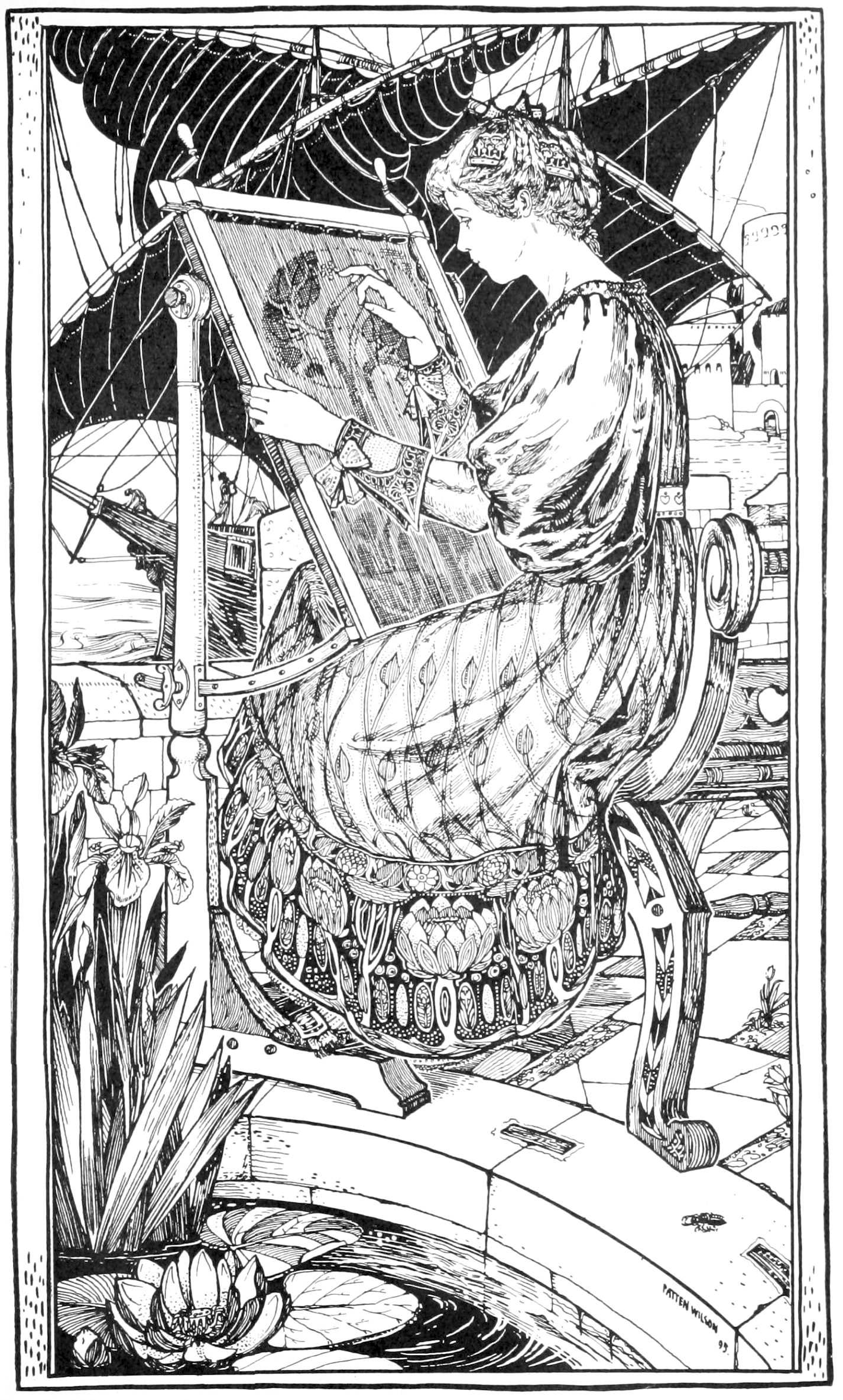
Пенелопа. Ілюстрація до «Жовтої книги», 1895

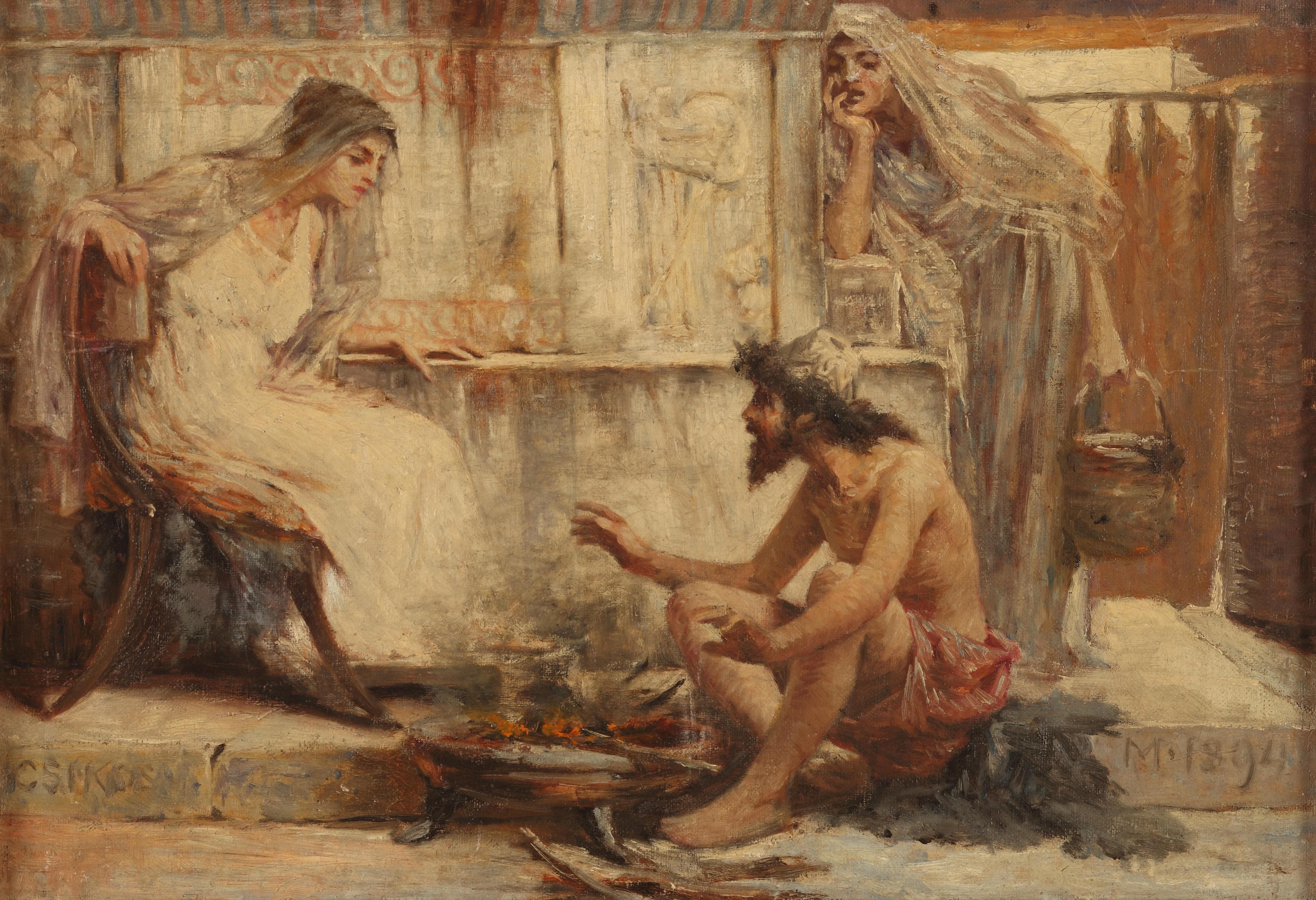
Бела Чикош-Сесія. Пенелопа. 1894 рік. Сучасна галерея, Загреб

Пенелопа стала дійовою особою епічних оповідей, що мали широке ходіння в архаїчній Греції. В «Іліаді» Гомера вона навіть не згадується, проте в «Одіссеї» є однією з центральних персонажів (особливо в завершальній частині цієї поеми). Автор зобразив її як вірну дружину, віддану своєму чоловікові та не поступається нареченим, хоча їй це загрожує втратою всього майна. Пенелопа схожа «світлим обличчям із золотою Афродітою», «в різних рукоділлях майстерна», хитромудра і здатна на підступні вчинки; один з наречених, Антіной, стверджує, що цариця грає з претендентами на її руку, кожному з них даючи надію, але при цьому замислюючи недобре. Пенелопа припускає, що її чоловік загинув, але все ж таки не поступається грубим домаганням непроханих гостей. Тільки напередодні вирішальних подій вона нарешті погоджується на новий шлюб. Коли Одіссей з'являється в чужому обличчі та представляється критянином, Пенелопа не впізнає його, але все-таки переймається незрозумілою симпатією. Почувши від Евріклеї, що цар повернувся, Пенелопа їй не вірить. Вона не кидається в обійми новопридбаного чоловіка — Одіссею доводиться пройти випробування, щоб довести свою особистість. За словами Пенелопи, вона боялася зловмисних витівок якогось підступного іноземця, через які могла повторити долю Єлени, викраденої Парісом. Сам же Гомер явно протиставляє Пенелопу іншій її двоюрідній сестрі — Клітемнестрі, яка зрадила свого чоловіка Агамемнона, а потім вбила його.
Дослідники відзначають, що Одіссей у Гомера не довіряє дружині, чому і відкривається їй тільки в останній момент; його мати Антіклея під час зустрічі в потойбіччя нічого не говорить про наречених Пенелопи, мабуть, вирішивши, що це краще приховати. Існує припущення, що у першій редакції «Одіссеї» великий герой відкривався дружині до побиття наречених. Прихильники цієї версії знаходять її сліди в остаточному тексті поеми. Один з таких можливих доказів — вихід цариці до наречених у XVIII пісні та раптова заява про те, що вона згодна на другий шлюб. Ця сцена могла існувати у первісному варіанті поеми, і Пенелопа могла вже знати на той момент, що її чоловік повернувся. Втім, деякі коментатори вважають це пізньою вставкою в гомерівський текст, що порушує внутрішню логіку, інші вважають, що вустами Пенелопи говорила Афіна, яка знала, як розгорнуться події. Згода Пенелопи на другий шлюб може бути пов'язана з використанням Гомером поширеного фольклорного мотиву — приходу героя на весілля власної дружини.
У культурі наступних епох Пенелопа залишилася майже виключно як персонаж, створена Гомером, — віддана дружина, яка попри все чекає на свого чоловіка та зберігає йому вірність. Відступи від цього образу виявилися рідкісними та не надто впливовими. Так, згідно з епітомом «Міфологічної бібліотеки» Псевдо-Аполлодора, «деякі» автори стверджували, ніби Пенелопа зраджувала Одіссею з Антиноєм або Амфіном; жителі Мантінеї розповідали, що Пенелопа сама «навела собі в будинок залицяльників» і за це була вигнана чоловіком. Російський антикознавець Віктор Ярхо у зв'язку з цим констатує, що автор «Одіссеї» за такі версії «відповідальності не несе».
Зокрема через впливовість гомерівських образів Пенелопа мало цікавила античних письменників. Вона напевно з'являлася в останній з кіклічних поем — «Телегонії», де йшлося навіть про її шлюб з Телегоном (текст поеми повністю втрачено). У класичну епоху з'явилося безліч п'єс на тему міфів про Одіссея, і Пенелопа стала другорядн персонажем деяких з них. При цьому тексти не збереглися, за винятком дрібних фрагментів й інформації про деталі сюжету майже немає. Неясно навіть, чи була Пенелопа в таких п'єсах персонаж зі словами. Зокрема, це комедія Алексіда про одруження Одіссея, трагедія Софокла «Одіссей божевільний» про спробу великого героя ухилитися від участі в Троянській війні, трагедія того ж автора «Обмивання ніг» про перше повернення Одіссея на Ітаку. Есхіл присвятив тому ж сюжету тетралогію (Пенелопа з'являється в однойменній трагедії з цього циклу), Філокл й Іон — трагедії «Пенелопа» та «Лаерт» відповідно. У Феопомпа була комедія «Пенелопа», в Ахея — сатирівська драма, в якій невпізнаний Одіссей представився дружині критянином (XIX пісня «Одіссеї»).
Овідій включив до своєї збірки «Героїди» написане від імені Пенелопи послання до Одіссея. З погляду сюжету та деталей у цьому творі не з'являється нічого нового у порівнянні з Гомером.

### Античне образотворче мистецтво

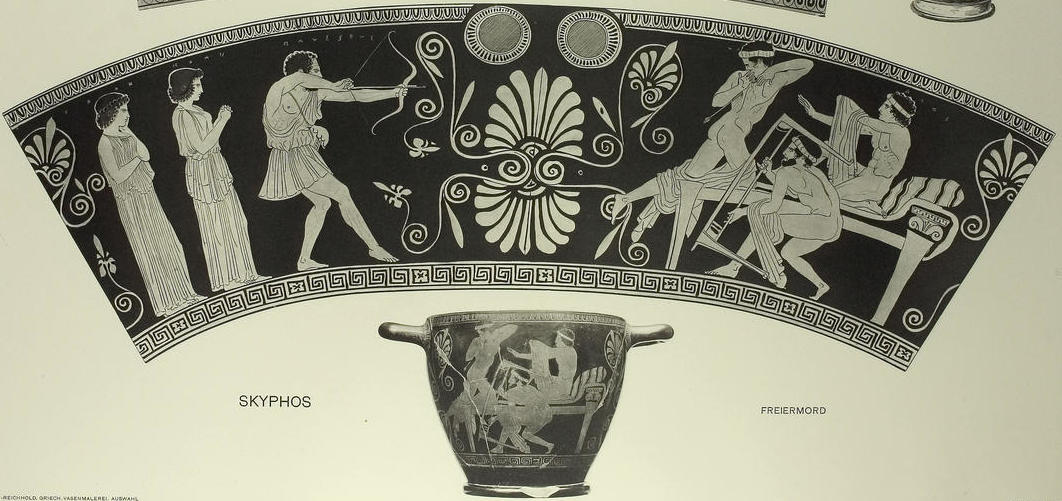
Малюнок на скіфосі V століття до н. е. : Одіссей вбиває наречених Пенелопи

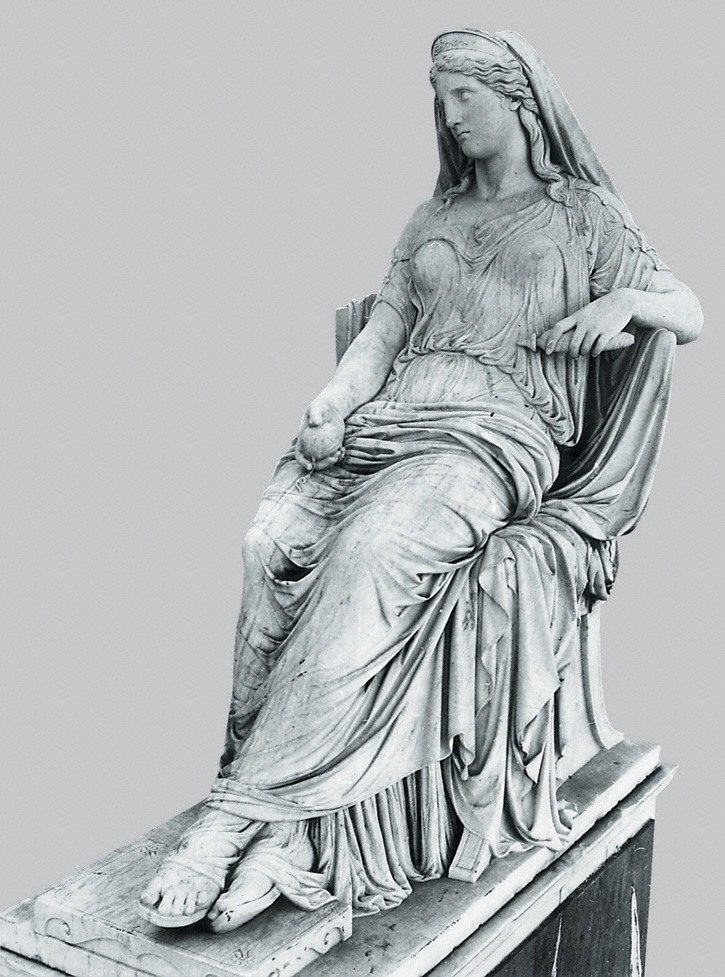
Статуя Пенелопи. Леонідас Дросіс, 1873

Гомерівський епос став джерелом сюжетів для багатьох античних скульпторів та живописців. Пенелопу часто зображували сумуватою в очікуванні чоловіка. Зокрема, збереглися мармуровий рельєф середини V століття до н. е. , На якому вона сидить з опущеною головою на стільці без спинки (музей К'ярамонті у Римі), статуя, виконана у схожому стилі (Ватикан), верхня частина статуетки, що зберігається в римській консерваторії, дві голови Пенелопи (Берлінський музей і римські терми). Червонофігурний розпис на скіфосі, який зберігся, показує прощання Пенелопи з Телемахом: мати сидить, син стоїть перед нею, тримаючи два списи у лівій руці. Ця сцена не має точних відповідностей у гомерівському тексті, і можливо, художник проілюстрував таким чином одну з трагедій Софокла.
Багато художників черпали сюжетний матеріал з XIX пісні «Одіссеї», де Пенелопа розмовляє з невпізнаним нею чоловіком. Фрагментарно зберігся ряд рельєфних зображень, на яких Пенелопа сидить, а Одіссей, перетворений богинею на старого, підходить до неї. На етруському дзеркалі Пенелопа тримає в руці веретено та слухає розповідь Одіссея, який набув вигляду жебрака; Аргус, який стоїть поруч, явно впізнав господаря. На одній з фресок, виявлених у Помпеях, Одіссей сидить, а Пенелопа стоїть поруч, торкаючись правою рукою до його щоки. На іншій фресці вона стоїть, тримаючи в руці веретено, а за її спиною видно Евріклея. На бронзовому дзеркалі з вілли папи Юлія подружжя зображено, мабуть, у той момент, коли вони вже порозумілися: поряд з Одіссеєм щит і шолом, Пенелопа у лівій руці тримає веретено, а праву поклала на стегно чоловіка. На етруській урні з Перуджі Пенелопа займається туалетом у компанії двох прислужниць, а Одіссей сидить віддалік і дивиться на неї (ця сцена не має відповідності в епосі).
На деяких зображеннях цариця Ітаки є при обмиванні Евріклеєю ніг Одіссея: вона знаходиться на задньому плані та не помічає, що її служниця впізнала господаря по шраму. Зокрема, це два теракотові рельєфи, що зберігаються в Римі та Нью-Йорку (на першому Пенелопа сидить поряд зі свинопасом Евмеєм, на другому — стоїть поряд з Телемахом), фессалійський мармуровий рельєф, який зберігається в Афінах (на ньому цариця стоїть зі шматком тканини руках). Пенелопу зображували і з нареченими. На кратері V століття до н. е. з сиракузького музею четверо наречених (Антіной, Еврімах, Еврідам і Пісандр) підносять їй дари; та ж сцена зображена на етруській урні з Лейдена та на урні, знайденій у Вольтеррі. На одному з рельєфів Пенелопа вчиняє суд над служницями, тоді як Одіссей вбиває наречених (мабуть, тут зафіксована та версія міфу, за якою подружжя заздалегідь спільно спланувало свої дії).
У джерелах згадується кілька втрачених зображень. Одне, зі сценою миття ніг, описує епіграма з грецької антології (IX, 816). Пліній Старший згадує картину Зевксіса «Пенелопа», додавши: «Здається, що він описав характер»; про сюжет і стиль цієї картини нічого не відомо. Страбон бачив у храмі Артеміди воскову статую Пенелопи роботи Фрасона.

### Середньовіччя, Новий та Новітній час
Література

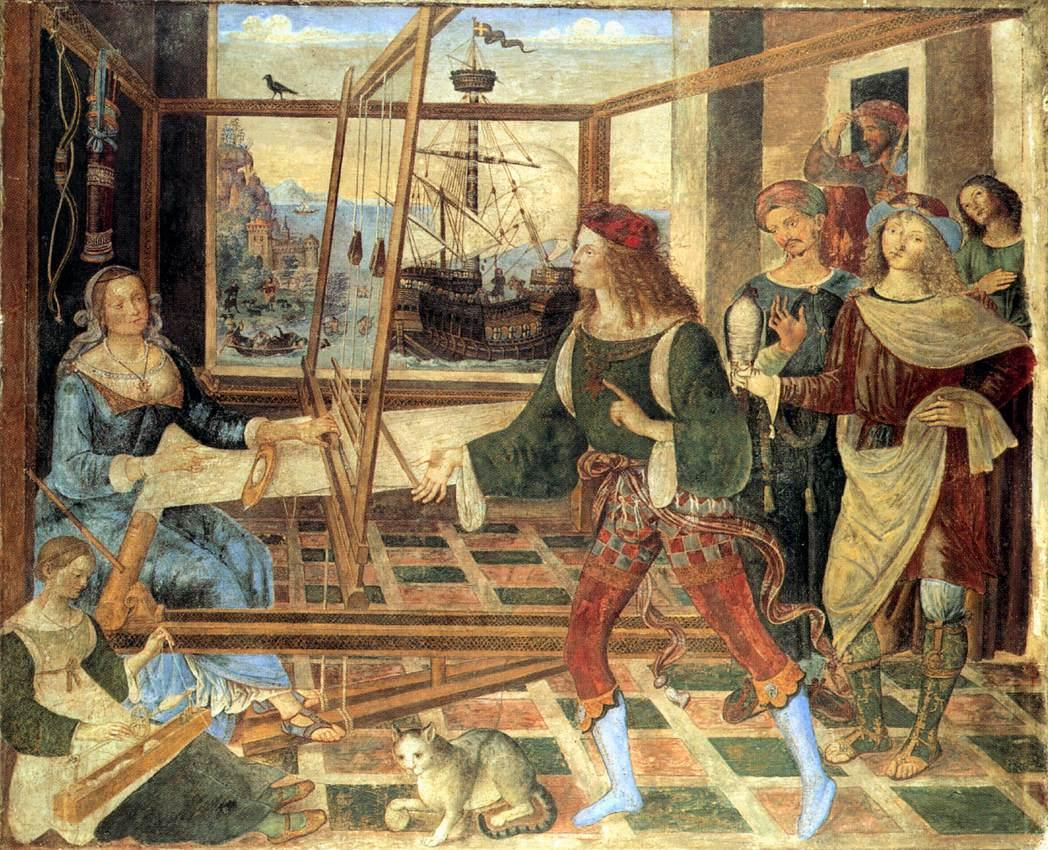
Повернення Одіссея. Фреска Пінтуріккйо, 1508/1509 рік. Лондонська національна галерея

При переході від античності до Середньовіччя залишилося зовсім небагато літературних творів, присвячених міфу про Одіссея та Пенелопу. Сам цей міф отримав нове, алегоричне тлумачення: в Ітаці з мешканкою Пенелопою багато представників християнської патристики бачили символ вічного блаженного життя, до якого прагне уособлювана Одіссеєм душа кожного істинного християнина. Ця тема варіювалася в працях Іполита Римського, Амвросія Медіоланського, Максима Туринського, Пауліна Ноланського, а в епоху Високого середньовіччя — у Гонорію Августодунського. Пізніше з'являлися нові порівняння: наприклад, автор «Істинної історії Риму» (1665) Якоб Хуго уподібнював Пенелопу до католицької церкви, яку примушують до шлюбу з ними наречені-реформати. Паралельно з XVI століття розвивалася інша традиція, у межах якої подорож Одіссея до дружини та довгоочікувана зустріч сприймалися як просте і дещо сентиментальне оповідання про ланцюжок дивовижних подій, які приводять героїв до щасливого фіналу. Засновником цієї традиції став Жоашен дю Белле, його послідовниками — деякі романтики та поети XX століття.

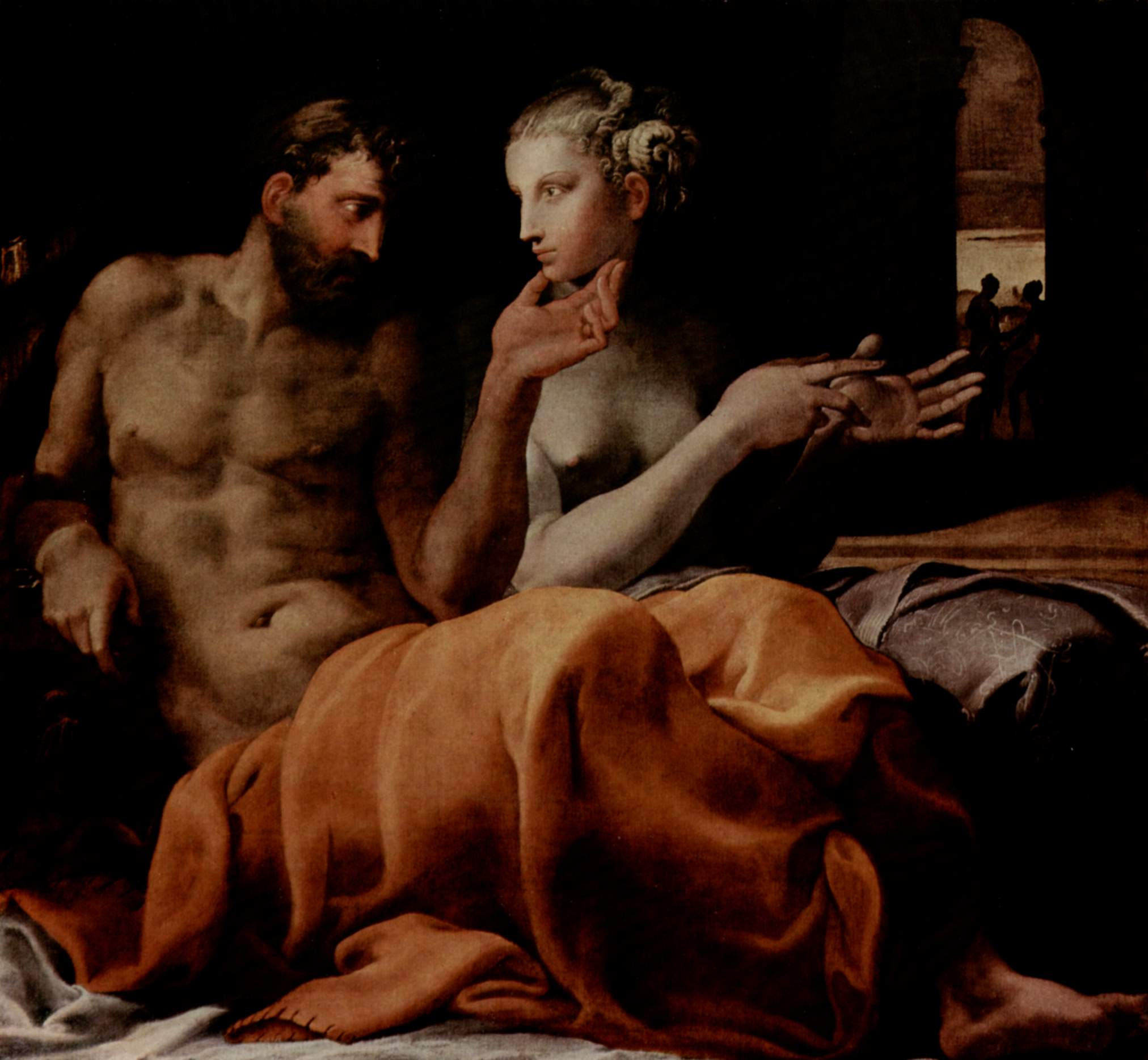
Франческо Пріматіччо, Одіссей і Пенелопа, близько 1563 року, Нью-Йорк

Пенелопа стала героїнею низки романів Нового часу, присвячених міфу про Одіссея. Традиція в цих творах, як правило, залишалася незмінною і просто дописувалася або формулювалася по-новому, а образ Пенелопи відповідно трактувався у гомерівському дусі як уособлення жіночої вірності та готовності чекати на коханого. Цариця Ітаки з'являється у Германа Шталя («Повернення Одіссея», 1940), Інге Меркель («Незвичайний шлюб», 1989), Міхаеля Кольмайєра («Телемах», 1997), Луїджі Малерба («Ітака назавжди», 1997) Шанлора Мараї («Світ на Ітаці», 1952), Курта Клінгера («Одіссей повинен знову спливти», 1954) й ін. Вона стала головною героїнею роману Маргарет Етвуд «Пенелопіада» (2005). У романі Джеймса Джойса «Улісс» (1922), який став вершиною модерністської літератури, дружина головного героя зображена як точний аналог Пенелопи.

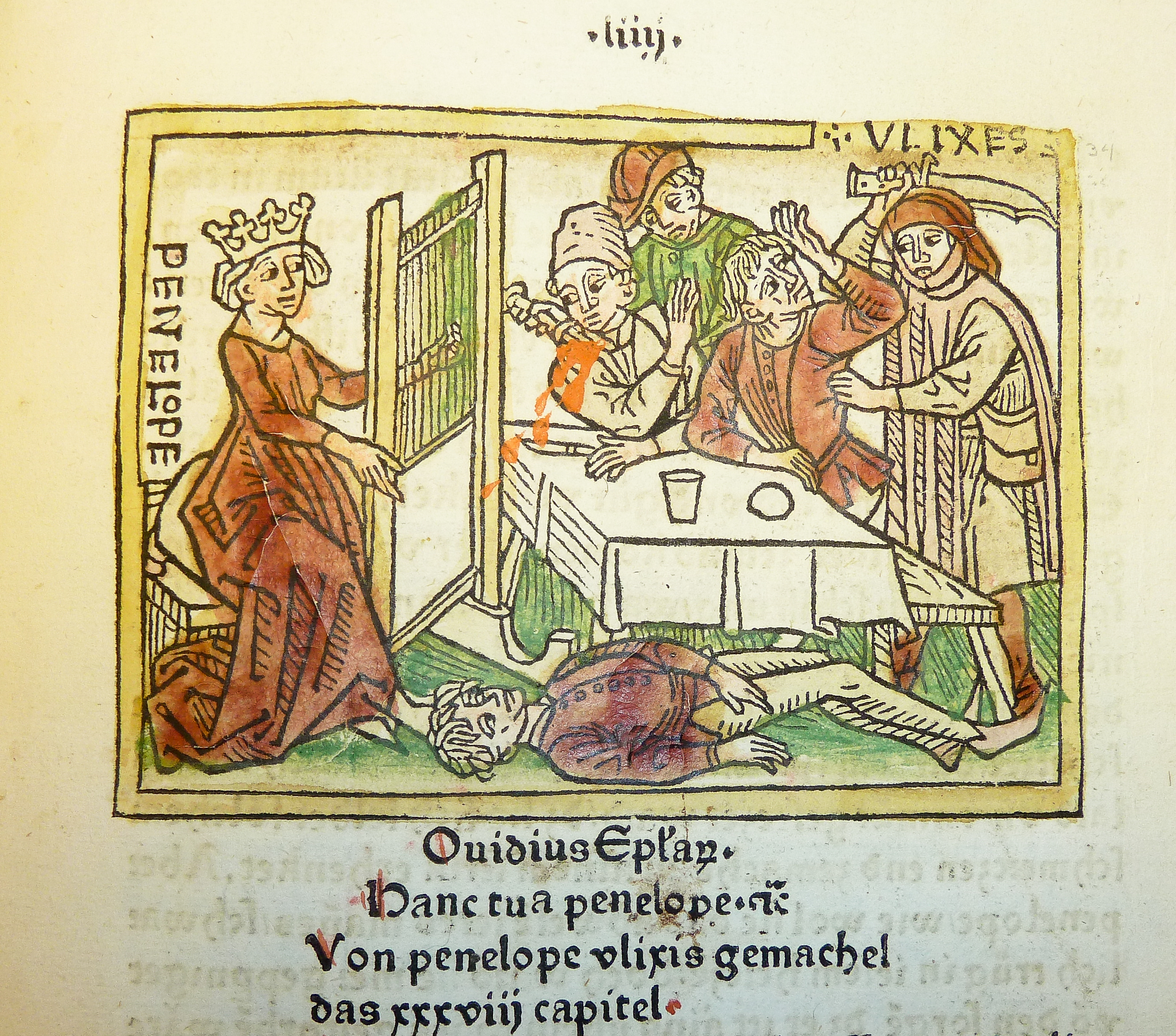
Повернення Одіссея. Ілюстрація Йоганна Зайнера до книги Джованні Боккаччо «Про знаменитих жінок», 1474. Зліва — Пенелопа, яка сидить за ткацьким верстатом

Багато вчених намагалися знайти в образі Пенелопи риси, які сягають догомерової епохи. Деякі з антикознавців вважали головним епізодом у міфологічній біографії пра-Пенелопи народження Пана. Звучали версії про те, що спочатку ця героїня вважалася німфою, яка жила в печері, що це було аркадійське божество, що саван, який вона ткала для Лаерта в Одіссеї, — це алегоричне зображення снігу, який вкривав Аркадію на зиму.
Музика
Починаючи з XVII століття міф про Пенелопу та Одіссея став джерелом сюжетного матеріалу для композиторів. Клаудіо Монтеверді написав на цю тему оперу «Повернення Улісса на батьківщину» (1640), яка мала велике значення для становлення оперного жанру. У 1703 році вперше поставлено на сцені «Улісс» Жана-Фері Ребеля, у 1722 році — опера Райнгарда Кайзера з тією ж назвою. Людвіг ван Бетховен дуже любив «Одіссею» і хотів покласти її на музику, але цей задум залишився нездійсненим. Своєю вершиною оперна традиція на цю тему досягла у тетралогії Фрідріха Августа Бунгерта «Одіссея. Музична трагедія у чотирьох частинах» (1898—1903). Дослідники відзначають також музику Шарля Гуно до трагедії Франсуа Понсара «Улісс» (1852), ораторію Макса Бруха «Одіссей» (1871—1872). У XX столітті з'явилися оперети Андре Мопрі («Улісс», 1907), Лотара Шмідта («Повернення Одіссея», 1913), увертюра для оркестру «Повернення Одіссея» Нікоса Скалкотаса (1945), мюзикл Кирила Молчанова (1970) та «Пенелопа» Олександра Журбіна (1979), симфонія № 25 Алана Гованесса (1973), балети «Одіссей» Ейнара Енглунда (1959), Анесіса Логотетіса (1963) та Євгена Голубєва (1965), опера Рольфа Лібермана «Пенелопа» (1954).
Живопис
У творах образотворчого мистецтва Пенелопа з'являється після тривалої перерви в епоху Нового часу. Перші картини не відрізнялися прописуванням характерів: це було відтворення загальновідомих міфологічних сюжетів. Приблизно 1509 роком датується розпис Палаццо дель Маньїфіко у Сієні, виконана Пінтуріккіо, на якій Одіссей підходить до Пенелопи, яка сидить за ткацьким верстатом, а за його спиною стоять Телемах і наречені. У 1554—1556 роках Пеллегріно Тібальді створив цикл фресок за мотивами «Одіссеї». Психологізація сюжету почалася з картини Франческо Пріматіччо з «Галереї Улісса» у Фонтенбло; на ній Пенелопа й Одіссей сидять поруч, він тримає її лівою рукою за підборіддя, Пенелопа, мабуть, щойно почула розповідь про мандрівки чоловіка та перебуває під враженням.
Пізніше Пенелопа стала героїнею картин Джорджо Вазарі, Якоба Йорданса, Корнелія Блумарта, Франсуа Лемуана й інших європейських художників.
|                                                                    |                                                                         |                                                                                               |                                                                  |
| «Пенелопа чекає на Одіссея», картина Єви Куманс. Близько 1900 року | «Пенелопа», картина Данте Габрієля Россетті. 1869 рік приватна колекція | «Пенелопа та наречені», картина Джона Вільяма Вотергауса. 1912 рік художня галерея в Абердіні | «Пенелопа», картина Джона Стенгоупа. 1864 рік. приватна колекція |

Кінематограф
Пенелопа з'являється у кількох фільмах, знятих за мотивами гомерівського епосу. У 1954 році була знята повнометражна екранізація поеми «Одіссея» (режисери Маріо Камеріні та Маріо Бава), в якій Пенелопу зіграла Сільвана Мангано, у 1968 році — телесеріал Франко Россі «Одіссея» (в ролі Пенелопи Ірині Паппа), у 1997 році — телефільм Андрія Кончаловського з тією ж назвою (в ролі Пенелопи Грета Скаккі). Зрештою, у 2013 році вийшов багатосерійний телефільм Стефано Джусті «Одіссей» (в ролі Пенелопи Катеріна Муріно), дія якого відбувається виключно на Ітаці.
Астрономія
На честь Пенелопи названо астероїд 201 Пенелопа, відкритий у 1879 році.